# Kasza (település)
Kasza (szlovákul Košeca) község Szlovákiában, a Trencséni kerületben, az Illavai járásban.

## Fekvése
Illavától 2 km-re északkeletre, a Vág bal oldalán fekszik. Jelentősebb részei Rudé – mely az Illava felől bejövő úttól Zsolt falu irányába húzódik –, Újkasza (Nová Košeca) – a község északkeleti részén –, Planina – amely Vágbeszterce irányában terül el –, Plošina – a község délnyugati részén fekvő ipari övezet, itt található az iskola –, Nozdrovice – ami szintén Vágbeszterce irányában fekszik, de különálló településrész.

## Története
A mai Kasza területén már időszámításunk előtt éltek emberek, ezt bizonyítják azok a leletek, melyek egy kőkorszaki település, a kora bronzkori lausitzi kultúra és a puhói kultúra idejéből származnak. Római kori hamvasztásos temetkezések találhatók Zsolt felé menő út közelében.
A község a trencséni Vágmente egyik legősibb települése, a közeli Kasza várának tartozéka volt. A tatár támadás és a muhi vereség után IV. Béla király menekülni kényszerült és átmenetileg itt talált menedékre üldözői elől. Amikor a tatárok eltávoztak az országból, a király a településnek hálából nemesi és mezővárosi rangot, valamint évi négy országos vásár tartására való jogot adományozott. A városnak ekkor adományozott címeres pecsét a mai napig fennmaradt a település címerében. Kaszának egykor pallosjoga is volt, tehát fennhatósági területén bírája élet és halál ura volt. Első írásos említése a 13. századból származik, 1272-ben „Kaza” néven szerepel. 1397-ben „Kasza” formában lelhető fel. 1431 novemberében Kasza és Illava között verte meg Rozgonyi Miklós az országra törő huszita sereget. 1598-ban „Kazza aliter Kossecz” néven említik, a településnek ekkor 58 háza volt.
Később fokozatosan elveszítette jelentőségét, különösen azután, hogy a szomszédos Kasza várát annak birtokosa, Petróczi István hűtlensége miatt 1672-ben Heister generális serege elfoglalta és lerombolta. 1720-ban 45 adózója közül 42 zsellér. 1784-ben 164 házában 205 családban 917 lakos élt.
A 18. század végén Vályi András így ír róla: „KOSA. Kosecza. Tót falu Trentsén Várm. földes Ura G. Illésházy Uraság, a’ kinek kastéllyával, ’s egyéb épűleteivel díszesíttetik, az előtt mező Város vala, lakosai katolikusok, ’s némellyek közöttök posztó szövők, fekszik Illavához nem meszsze, határja meg lehetős termésű, vidékje Illavához hasonlító.”
1828-ban 130 háza és 1082 lakosa volt, akik mezőgazdasággal, posztógyártással, fafaragással foglalkoztak. A településen sörfőzde, téglagyár és mészégető is működött.
Fényes Elek 1851-ben kiadott geográfiai szótárában így ír a faluról: „Kossa, Trencsén m. tót m. v. Illavátul 1/2 órányira a Vágh bal partján. – Számlál 1006 kath., 36 zsidó lak., kik közt számos posztó-szövők vannak. Találtatik itt kath. paroch. templom; régi urasági kastély. Kőhid a Vághon által, ser- és pálinka főzőház, sat. F. u. Motesiczky stb. Ut. p. Trencsén.”
A trianoni békéig Trencsén vármegye Illavai járásához tartozott.

## Népessége
| Év:            | 1994. | 2004.   | 2014.   | 2024.    |
| -------------- | ----- | ------- | ------- | -------- |
| Emberek száma: | 2434  | 2474    | 2564    | 2826     |
| Eltérés:       |       | +1,64 % | +3,63 % | +10,21 % |

| Év:            | 2023. | 2024.   |
| -------------- | ----- | ------- |
| Emberek száma: | 2830  | 2826    |
| Eltérés:       |       | -0,14 % |

1890-ben 969 lakosából 926 szlovák és 16 magyar anyanyelvű volt. Nozdrovicon 39 szlovák és 20 magyar anyanyelvű élt.
1900-ban 1221 lakosából 1108 szlovák és 47 magyar anyanyelvű volt.
1910-ben 1155 lakosából 1068 szlovák, 40 magyar, 29 német és 18 egyéb anyanyelvű volt; ebből 1096 római katolikus, 27 evangélikus, 19 izraelita és 13 református vallású volt.
1980-ban 2629 lakosából 2617 szlovák és 1 magyar volt.
1991-ben 2435 lakosából 2418 szlovák és 2 magyar volt.
2001-ben 2441 lakosából 2421 szlovák és 1 magyar volt.
2011-ben 2518 lakosából 2484 szlovák volt.
2021-ben 2734 lakosából 2663 (+5) szlovák, 4 magyar, 5 (+21) cigány, 16 (+2) egyéb és 46 ismeretlen nemzetiségű volt.

## Neves személyek
- Itt hunyt el 1656-ban Kalinka Zakariás ágostai evangélikus lelkész.
- Itt hunyt el 1890-ben Emmanuel József katolikus esperes, plébános.
- Itt szolgált Ján Baltazár Magin (1681-1735) római katolikus plébános és tiszteletbeli kanonok.
- Itt szolgált Augustín Šuška (1924-2006) adminisztrátor, kanonok.

## Nevezetességei
- A Nagyboldogasszony tiszteletére szentelt római katolikus temploma 1830-ban épült.
- Szent Anna kápolnája 19. századi.
- A plébánia 1752-ben épített barokk épület.
- A szomszédos Kaszaváralja határában fekszik Kasza középkori várának romja.

## Külső hivatkozások
- Községinfó
- Kasza Szlovákia térképén
- E-obce.sk Archiválva 2008. március 27-i dátummal a Wayback Machine-ben